# Lista da flora ameaçada da Bahia
Nesta lista das espécies endêmicas da flora ameaçadas de extinção do Estado da Bahia há 744 espécies de plantas classificadas como criticamente em perigo (CR), em perigo (EN) ou vulnerável (VU). As famílias foram ordenadas alfabeticamente e as espécies conforme o grau de ameaça.

## Acanthaceae
- Schaueria pyramidalis A.L.A.Côrtes (CR)
- Clistax bahiensis Profice & Leitman (EN)
- Pseuderanthemum albiflorum (Hook.) Radlk. (EN)
- Aphelandra phrynioides Lindau (VU)
- Herpetacanthus strongyloides Indriunas & Kameyama (VU)
- Herpetacanthus tetrandrus (Nees & Mart.) Herter (VU)
- Justicia antirrhina Nees & Mart. (VU)
- Lepidagathis cuneiformis Kameyama (VU)
- Schaueria marginata Nees (VU)

## Amaranthaceae
- Gomphrena nigricans Mart. (CR)
- Gomphrena hatschbachiana Pedersen (EN)
- Pfaffia tuberculosa Pedersen (EN)
- Alternanthera multicaulis (Mart.) Kuntze (VU)
- Gomphrena chrestoides C.C.Towns. (VU)

## Amaryllidaceae
- Griffinia parviflora Ker Gawl. (CR)
- Nothoscordum bahiense Ravenna (VU)

## Annonaceae
- Duguetia scottmorii Maas (CR)
- Duguetia restingae Maas (CR)
- Hornschuchia obliqua Maas & Setten (EN)
- Duguetia magnolioidea Maas (EN)
- Hornschuchia cauliflora Maas & Setten (EN)
- Hornschuchia leptandra D.M.Johnson (EN)
- Duguetia reticulata Maas (EN)
- Hornschuchia polyantha Maas (VU)
- Hornschuchia santosii D.M.Johnson (VU)
- Duguetia dicholepidota Mart. (VU)

## Apocynaceae
- Monsanima morrenioides (Goyder) Liede & Meve  (CR)
- Mandevilla hatschbachii M.F.Sales et al. (CR)
- Matelea santosii Morillo & Fontella (EN)
- Bahiella blanchetii (A.DC.) J.F.Morales (EN)
- Mandevilla eximia (Hemsl.) Woodson (EN)
- Marsdenia queirozii Fontella (EN)
- Metastelma giuliettianum Fontella (EN)
- Metastelma harleyi Fontella (EN)
- Matelea morilloana Fontella (VU)

## Aquifoliaceae
- Ilex auricula S.Andrews (CR)
- Ilex mucugensis Groppo (EN)

## Araceae
- Anthurium bromelicola subsp. bahiense Mayo et al. (CR)
- Anthurium ensifolium Bogner & E.G.Gonç. (CR)
- Anthurium illepidum Schott (EN)
- Anthurium erskinei Mayo (EN)
- Anthurium morii Mayo & Haigh (EN)
- Anthurium talmonii Mayo & Haigh (EN)
- Anthurium zappiae Haigh, Nadruz & Mayo (EN)
- Philodendron williansii Hook.f. (EN)
- Philodendron pachyphillum K.Krause (EN)
- Anthurium radicans K.Koch & Haage  (VU)

## Araliaceae
- Schefflera aurata Fiaschi (CR)
- Dendropanax geniculatus Fiaschi (VU)

## Arecaceae
- Bactris soeiroana Noblick ex A.J.Hend. (EN)

## Aristolochiaceae
- Aristolochia longispathulata F.González (VU)

## Asteraceae
- Scherya bahiensis R.M.King & H.Rob. (CR)
- Catolesia mentiens D.J.N.Hind (CR)
- Acritopappus pintoi Bautista & D.J.N.Hind (CR)
- Stylotrichium glomeratum Bautista et al. (CR)
- Senecio almasensis Mattf. (CR)
- Chaptalia chapadensis D.J.N.Hind (CR)
- Lepidaploa almasensis (D.J.N.Hind) H.Rob.  (CR)
- Lychnophora sericea D.J.N.Hind (CR)
- Trichogoniopsis morii R.M.King & H.Rob. (CR)
- Lasiolaena carvalhoi D.J.N.Hind (EN)
- Baccharis orbiculata Deble & A.S.Oliveira (EN)
- Morithamnus crassus R.M.King et al. (EN)
- Semiria viscosa D.J.N.Hind (EN)
- Trichogonia tombadorensis R.M.King & H.Rob. (EN)
- Verbesina luetzelburgii Mattf. (EN)
- Lasiolaena lychnophorioides Roque et al. (EN)
- Stylotrichium sucrei R.M.King & H.Rob. (EN)
- Eremanthus leucodendron Mattf. (EN)
- Agrianthus giuliettiae D.J.N.Hind (EN)
- Stylotrichium corymbosum (DC.) Mattf. (EN)
- Stylotrichium corymbosum G.M.Barroso (EN)
- Mikania morii R.M.King & H.Rob. (EN)
- Stylotrichium rotundifolium Mattf. (EN)
- Dimerostemma episcopale (H.Rob.) H.Rob. (EN)
- Acritopappus morii R.M.King & H.Rob. (EN)
- Acritopappus prunifolius R.M.King & H.Rob. (EN)
- Acritopappus teixeirae R.M.King & H.Rob. (EN)
- Agrianthus microlicioides Mattf. (EN)
- Agrianthus pungens Mattf. (EN)
- Arrojadocharis praxeloides (Mattf.) Mattf. (EN)
- Bishopiella elegans R.M.King & H.Rob. (EN)
- Chromolaena alvimii R.M.King & H.Rob. (EN)
- Verbesina baccharifolia Mattf. (EN)
- Agrianthus almasensis D.J.N.Hind (EN)
- Agrianthus myrtoides Mattf. (EN)
- Acritopappus connatifolius (Soar.Nunes) R.M.King & H.Rob. (EN)
- Lepidaploa pseudaurea (D.J.N.Hind) H.Rob. (EN)
- Lychnophora santosii H.Rob. (EN)
- Lychnophora regis H.Rob. (EN)
- Lasiolaena morii R.M.King & H.Rob. (EN)
- Paralychnophora atkinsiae D.J.N.Hind (EN)
- Stilpnopappus semirianus R. Esteves (EN)
- Paralychnophora patriciana D.J.N.Hind (EN)
- Hoehnephytum almasense D.J.N.Hind (EN)
- Lychnophora harleyi H.Rob. (EN)
- Pseudostifftia kingii H.Rob. (EN)
- Eremanthus hatschbachii H.Rob. (EN)
- Lychnophora morii H.Rob. (EN)
- Dasyphyllum diamantinense Saavedra & M.Monge (VU)
- Lasiolaena santosii R.M.King & H.Rob. (VU)
- Lepidaploa bahiana H.Rob. (VU)
- Lasiolaena blanchetii (Sch.Bip. ex Baker) R.M.King & H.Rob. (VU)
- Porophyllum bahiense D.J.N.Hind (VU)
- Paralychnophora harleyi (H.Rob.) D.J.N.Hind (VU)
- Stenophalium eriodes (Mattf.) Anderb. (VU)
- Mikania kubitzkii R.M.King & H.Rob. (VU)
- Acritopappus catolesensis D.J.N.Hind & Bautista (VU)
- Agrianthus luetzelburgii Mattf. (VU)
- Mikania hagei R.M.King & H.Rob. (VU)
- Hieracium stannardii D.J.N.Hind (VU)
- Vernonanthura fagifolia (Gardner) H.Rob. (VU)
- Fulcaldea stuessyi Roque & V.A. Funk (VU)
- Acritopappus diamantinicus Bautista, S.Ortiz & Rodr.Oubiña (VU)
- Acritopappus harleyi R.M.King & H.Rob. (VU)
- Agrianthus carvalhoi D.J.N.Hind (VU)
- Lapidia apicifolia Roque & S.C. Ferreira (VU)
- Mikania amorimii Borges & Forzza (VU)
- Mikania santosii R.M.King & H.Rob. (VU)
- Santosia talmonii R.M.King & H.Rob. (VU)
- Stylotrichium hortensiae V. Amorim & Roque (VU)
- Senecio harleyi D.J.N.Hind (VU)
- Chresta hatschbachii H.Rob. (VU)
- Lychnophora jeffreyi H.Rob. (VU)

## Begoniaceae
- Begonia umbraculifera Hook. f. (CR)
- Begonia epibaterium Mart. ex A.DC. (EN)
- Begonia fellereriana Irmsch. (EN)
- Begonia subacida Irmsch. (EN)
- Begonia pinheironis L.B.Sm. ex S.F.Sm. & Wassh. (VU)
- Begonia goldingiana L.Kollmann & A.P.Fontana (VU)
- Begonia paganuccii Gregório & J.A.S.Costa, (VU)
- Begonia russelliana L.B.Sm. ex S.F.Sm. & Wassh. (VU)

## Bignoniaceae
- Handroanthus grandiflorus Espírito-Santo & M.M.Silva-Castro (CR)
- Mansoa longicalyx M.M.Silva-Castro (CR)
- Mansoa ivanii M.M.Silva-Castro (CR)
- Adenocalymma fruticosum A.H.Gentry (EN)
- Sparattosperma catingae A.H.Gentry (EN)
- Handroanthus parviflorus Espírito-Santo & M.M.Silva-Castro (EN)
- Amphilophium perbracteatum A.H.Gentry (EN)

## Boraginaceae
- Varronia mayoi (Taroda) M. Stapf (CR)

## Bromeliaceae
- Canistrum fosterianum L.B.Sm. (CR)
- Vriesea maculosa Mez (CR)
- Hohenbergia correia-araujoi E.Pereira & Moutinho (CR)
- Lymania spiculata Leme & Forzza (CR)
- Aechmea turbinocalyx Mez (CR)
- Hohenbergia brachycephala L.B.Sm. (CR)
- Vriesea graciliscapa W.Weber (CR)
- Canistrum camacaense Martinelli & Leme (EN)
- Canistrum guzmanioides Leme (EN)
- Hohenbergia castellanosii L.B.Sm. & Read (EN)
- Aechmea ampla L.B.Sm. (EN)
- Aechmea andersoniana Leme & H.Luther (EN)
- Aechmea digitata L.B.Sm. & R.W.Read (EN)
- Aechmea disjuncta (L.B.Sm.) Leme & J.A.Siqueira (EN)
- Aechmea glandulosa Leme (EN)
- Canistrum montanum Leme (EN)
- Dyckia secunda L.B.Sm. (EN)
- Hohenbergia pennae E.Pereira (EN)
- Lymania marantoides (L.B.Sm.) R.W.Read (EN)
- Neoregelia kerryi Leme (EN)
- Orthophytum albopictum Philcox (EN)
- Orthophytum amoenum (Ule) L.B.Sm. (EN)
- Orthophytum harleyi Leme & M.Machado (EN)
- Orthophytum hatschbachii Leme (EN)
- Orthophytum riocontense Leme (EN)
- Portea kermesina K.Koch (EN)
- Ronnbergia carvalhoi Martinelli & Leme (EN)
- Ronnbergia neoregelioides Leme (EN)
- Tillandsia milagrensis Leme (EN)
- Araeococcus montanus Leme (EN)
- Hohenbergia littoralis L.B.Sm. (EN)
- Lymania alvimii (L.B.Sm. & R.W.Read) R.W.Read (EN)
- Lymania azurea Leme (EN)
- Lymania brachycaulis (E.Morren ex Baker) L.F.Sousa (EN)
- Lymania corallina (Brong. ex Beer) R.W.Read (EN)
- Aechmea echinata (Leme) Leme (EN)
- Portea nana Leme & H.Luther (EN)
- Neoregelia longisepala E.Pereira & I.A.Penna (EN)
- Lymania globosa Leme (EN)
- Hohenbergia hatschbachii Leme (EN)
- Alcantarea nahoumii (Leme) J.R.Grant (VU)
- Aechmea canaliculata Leme & H.Luther (VU)
- Aechmea farinosa (Regel) L.B.Sm. (VU)
- Aechmea weberi (E.Pereira & Leme) Leme (VU)
- Araeococcus sessiliflorus Leme & J.A.Siqueira (VU)
- Cryptanthus ruthiae Philcox (VU)
- Portea grandiflora Philcox (VU)
- Vriesea pseudoligantha Philcox (VU)
- Tillandsia heubergeri Ehlers (VU)
- Portea alatisepala Philcox (VU)
- Vriesea chapadensis Leme (VU)
- Vriesea exaltata Leme (VU)
- Aechmea mollis L.B.Sm.B1035 (VU)
- Aechmea andersonii H.Luther & Leme (VU)
- Aechmea discordiae Leme (VU)
- Aechmea paradoxa (Leme) Leme (VU)
- Aechmea ramusculosa Leme (VU)
- Aechmea viridostigma Leme & H.Luther (VU)
- Canistrum sandrae Leme (VU)
- Hohenbergia lemei H.Luther & K.Norton (VU)
- Neoregelia azevedoi Leme (VU)
- Neoregelia crispata Leme (VU)
- Orthophytum mucugense Wand.& Conc. (VU)
- Orthophytum ophiuroides Louzada & Wand. (VU)
- Orthophytum rubrum L.B.Sm. (VU)
- Ronnbergia silvana Leme (VU)
- Vriesea roberto-seidelii W.Weber (VU)

## Cactaceae
- Melocactus deinacanthus Buining & Brederoo  (CR)
- Arrojadoa marylaniae Soares Filho & M.Machado (CR)
- Micranthocereus streckeri Van Heek & Van Criek.  (CR)
- Melocactus glaucescens Buining & Brederoo (EN)
- Melocactus azureus Buining & Brederoo (EN)
- Melocactus pachyacanthus Buining & Brederoo (EN)
- Arrojadoa bahiensis (P.J. Braun & E. Esteves Pereira) N.P. Taylor & Eggli (EN)
- Facheiroa ulei (Gürke) Werderm.  (EN)
- Micranthocereus polyanthus (Werderm.) Backeb. (EN)
- Espostoopsis dybowskii (Rol.-Goss.) Buxb. (EN)
- Discocactus zehntneri Britton & Rose (VU)
- Melocactus paucispinus Heimen & R.J.Paul  (VU)
- Pilosocereus glaucochrous  (Werderm.) Byles & G.D.Rowley (VU)
- Rhipsalis hileiabaiana (N.P.Taylor & Barthlott) N. Korotkova & Barthlott (VU)
- Micranthocereus flaviflorus Buining & Brederoo (VU)

## Calophyllaceae
- Kielmeyera cuspidata Saddi (EN)
- Kielmeyera itacarensis Saddi (EN)
- Kielmeyera argentea Choisy  (EN)
- Kielmeyera reticulata Saddi (VU)

## Capparaceae
- Colicodendron martianum Cornejo (CR)

## Chrysobalanaceae
- Couepia coarctata Prance (CR)
- Couepia bondarii Prance (EN)
- Couepia insignis Fritsch (EN)
- Couepia longipetiolata Prance (EN)
- Hirtella prancei Asprino & Amorim (EN)
- Licania lamentanda Prance (EN)
- Licania santosii Prance (EN)
- Licania bahiensis Prance (VU)
- Parinari alvimii Prance (VU)

## Connaraceae
- Rourea macrocalyx Carbonó et al. (EN)
- Connarus portosegurensis Forero (VU)

## Convolvulaceae
- Evolvulus gnaphalioides Moric. (EN)
- Ipomoea ana-mariae L. V. Vasconcelos & Sim. Bianch. (EN)
- Ipomoea serrana Sim-Bianch. & L.V.Vasconcelos (EN)
- Evolvulus harleyi Sim. Bianch. & C.V.Silva (VU)
- Jacquemontia diamantinensis Buril (VU)
- Jacquemontia robertsoniana Buril & Sim.-Bianch. (VU)
- Evolvulus altissimus Sim.-Bianch. & C.V.Silva (VU)
- Evolvulus delicatus Sim.-Bianch. & C.V.Silva (VU)
- Jacquemontia macrocalyx Buril (VU)

## Cucurbitaceae
- Gurania wawrei Cogn. (CR)
- Fevillea bahiensis G.Rob. & Wunderlin (EN)
- Apodanthera villosa C.Jeffrey (VU)
- Apodanthera hindii C.Jeffrey (VU)
- Gurania neei Gomes-Costa (VU)

## Cyperaceae
- Abildgaardia papillosa Kral & M.T. Strong (CR)
- Eleocharis obpyriformis D.A. Simpson (EN)
- Hypolytrum jardimii M. Alves & W.W. Thomas (EN)
- Hypolytrum bahiense M. Alves & W.W. Thomas (EN)
- Cyperus almensis D.A. Simpson (EN)

## Dichapetalaceae
- Stephanopodium magnifolium Prance (CR)

## Dilleniaceae
- Davilla bahiana Aymard (EN)

## Dioscoreaceae
- Dioscorea macrothyrsa Uline (VU)

## Ebenaceae
- Diospyros amabi B.Walln. (EN)
- Diospyros scottmorii B.Walln. (EN)

## Ericaceae
- Gaylussacia harleyi Kin.-Gouv. (VU)

## Eriocaulaceae
- Comanthera bahiensis (Moldenke) L.R.Parra & Giul. (EN)
- Comanthera mucugensis (Giul.) L.R.Parra & Giul. (EN)
- Actinocephalus ochrocephalus (Körn.) Sano (EN)
- Comanthera lanosa L.R.Parra & Giul. (EN)
- Comanthera floccosa (Moldenke) L.R.Parra & Giul. (EN)
- Comanthera curralensis (Moldenke) L.R.Parra & Giul. (VU)
- Comanthera harleyi (Moldenke) L.R.Parra & Giul. (VU)
- Paepalanthus carvalhoi Giul. & E.B.Miranda (VU)
- Paepalanthus umbrosus Giul. & E.B.Miranda (VU)

## Erythroxylaceae
- Erythroxylum leal-costae Plowman (CR)
- Erythroxylum membranaceum Plowman (EN)
- Erythroxylum compressum Peyr. (EN)
- Erythroxylum mattos-silvae Plowman (EN)
- Erythroxylum splendidum Plowman (VU)
- Erythroxylum petrae-caballi Plowman  (VU)
- Erythroxylum longisetulosum Loiola & M.F.Sales (VU)

## Euphorbiaceae
- Croton seminudus Müll.Arg. (EN)
- Euphorbia tamanduana Boiss. (EN)
- Microstachys revoluta (Ule) Esser (EN)
- Algernonia bahiensis (Emmerich) G.L.Webster (VU)
- Croton sapiifolius Müll.Arg. (VU)
- Croton thomasii Riina & P.E. Berry  (VU)
- Cnidoscolus byssinus Fern.Casas (VU)
- Cnidoscolus calyptrodontus Fern.Casas (VU)
- Sebastiania trinervia (Müll.Arg.) Müll.Arg. (VU)
- Algernonia pardina Croizat (VU)

## Fabaceae
- Inga pedunculata (Vinha) T.D.Penn. (CR)
- Bauhinia funchiana Vaz & G.P. Lewis (CR)
- Aeschynomene soniae G.P.Lewis (EN)
- Bauhinia integerrima Mart. ex Benth. (EN)
- Chamaecrista anamariae Conc. et al. (EN)
- Mimosa mensicola Barneby (EN)
- Calliandra debilis Renvoize (EN)
- Calliandra paganuccii E.R. Souza (EN)
- Canavalia dolichothyrsa G.P.Lewis (EN)
- Chamaecrista amorimii Barneby (EN)
- Chamaecrista arboae Barneby (EN)
- Chamaecrista botryoides Conc. et al. (EN)
- Chamaecrista depauperata Conc. et al. (EN)
- Chamaecrista glaucofilix (H.S.Irwin & Barneby) H.S.Irwin & Barneby (EN)
- Chamaecrista salvatoris (H.S.Irwin & Barneby) H.S.Irwin & Barneby (EN)
- Harpalyce lanata L.P.Queiroz (EN)
- Inga conchifolia L.P.Queiroz (EN)
- Luetzelburgia harleyi D.B.O.S.Cardoso, L.P.Queiroz &H.C.Lima (EN)
- Mimosa hirsuticaulis Harms (EN)
- Mimosa morroensis Barneby (EN)
- Ormosia limae D.B.O.S.Cardoso & L.P.Queiroz (EN)
- Parapiptadenia ilheusana G.P.Lewis (EN)
- Swartzia pinheiroana R.S.Cowan (EN)
- Inga aptera (Vinha) T.D.Penn. (VU)
- Moldenhawera luschnathiana Yakovlev (VU)
- Chamaecrista catolesensis Conc. et al. (VU)
- Andira marauensis N.F.Mattos (VU)
- Calliandra ganevii Barneby (VU)
- Calliandra stelligera Barneby (VU)
- Chamaecrista amabilis H.S.Irwin & Barneby (VU)
- Chamaecrista compitalis (H.S.Irwin & Barneby) H.S.Irwin &Barneby (VU)
- Chamaecrista onusta H.S.Irwin & Barneby (VU)
- Chamaecrista punctulifera (Harms) H.S.Irwin & Barneby (VU)
- Chamaecrista sincorana (Harms) H.S.Irwin & Barneby (VU)
- Chamaecrista speciosa Conc. et al. (VU)
- Mimosa polydidyma Barneby (VU)
- Moldenhawera nutans L.P.Queiroz et al. (VU)
- Peltogyne chrysopis Barneby (VU)
- Phanera carvalhoi (Vaz) Vaz (VU)
- Pterocarpus monophyllus B.B.Klitgaard, L.P.de Queiroz &G.P.Lewis (VU)
- Dahlstedtia bahiana (A.M.G. Azevedo) M.J. Silva & A.M.G. Azevedo (VU)
- Calliandra geraisensis E.R.Souza & L.P.Queiroz (VU)
- Calliandra involuta Mackinder & G.P.Lewis (VU)
- Calliandra pubens Renvoize (VU)
- Calliandra semisepulta Barneby (VU)
- Chamaecrista coradinii H.S.Irwin & Barneby (VU)
- Inga grazielae (Vinha) T.D.Penn. (VU)
- Inga pleiogyna T.D.Penn. (VU)
- Mimosa palmetorum Barneby (VU)
- Piptadenia ramosissima Benth. (VU)
- Piptadenia santosii Barneby ex G.P.Lewis (VU)
- Senegalia olivensana (G.P.Lewis) Seigler & Ebinger (VU)
- Senegalia ricoae (Bocage & Miotto) L.P.Queiroz (VU)
- Senegalia santosii (G.P.Lewis) Seigler & Ebinger (VU)

## Gentianaceae
- Schultesia irwiniana E.F.Guim. & Fontella (CR)
- Schultesia piresiana E.F.Guim. & Fontella (EN)
- Schultesia crenuliflora Mart. (VU)
- Prepusa montana Mart. (VU)
- Macrocarpaea illecebrosa J.R.Grant (VU)

## Gesneriaceae
- Sinningia macrophylla (Nees & Mart.) Benth. & Hook. ex Fritsch (CR)
- Sinningia harleyi Wiehler & Chautems (EN)
- Nematanthus corticola Schrad. (VU)

## Icacinaceae
- Emmotum harleyi R.Duno (VU)

## Iridaceae
- Neomarica eburnea A.Gil & M.C.E.Amaral (CR)
- Neomarica floscella A.Gil & M.C.E.Amaral (EN)
- Neomarica unca (Ravenna) A.Gil (EN)
- Pseudiris speciosa Chukr & A.Gil (EN)
- Neomarica brachypus (Baker) Sprague (EN)
- Trimezia caulosa Ravenna (VU)
- Neomarica portosecurensis (Ravenna) Chukr (VU)

## Lamiaceae
- Oocephalus nubicola (Harley) Harley & J.F.B.Pastore (CR)
- Eplingiella brightoniae Harley (EN)
- Eplingiella cuniloides (Epling) Harley & J.F.B.Pastore (EN)
- Oocephalus pauciflorus (Harley) Harley & J.F.B.Pastore (EN)
- Oocephalus silvinae (Harley) Harley & J.F.B.Pastore (EN)
- Oocephalus tenuithyrsus Harley (EN)
- Eriope confusa Harley (EN)
- Eriope anamariae Harley (EN)
- Eriope obovata Epling (EN)
- Hyptis bahiensis Harley (EN)
- Leptohyptis pinheiroi (Harley) Harley & J.F.B.Pastore (EN)
- Martianthus sancti-gabrielii (Harley) Harley & J.F.B.Pastore (EN)
- Oocephalus halimifolius (Mart. ex Benth.) Harley & J.F.B.Pastore (EN)
- Eriope viscosa Harley & Walsingham (EN)
- Eriope montana Harley (VU)
- Eriope polyphylla Mart. ex Benth. (VU)
- Eriope luetzelburgii Harley (VU)
- Vitex martii Moldenke (VU)
- Eriope monticola Mart. ex Benth. (VU)
- Oocephalus ganevii Harley (VU)
- Oocephalus rigens Harley (VU)
- Vitex hypoleuca Schauer (VU)

## Lauraceae
- Persea glabra van der Werff (CR)
- Ocotea vegrandis P.L.R. Moraes et van der Werff (EN)
- Ocotea thinicola van der Werff et P.L.R. Moraes (VU)
- Mezilaurus revolutifolia F.M.Alves & P.L.R.Moraes (VU)
- Ocotea rohweri P.L.R. Moraes van der Werff (VU)
- Ocotea ramosissima L.C.S. Assis e Mello-Silva (VU)
- Ocotea sperata P.L.R. Moraes et van der Werff (VU)

## Lecythidaceae
- Eschweilera tetrapetala S.A.Mori (EN)

## Lentibulariaceae
- Genlisea exhibitionista Rivadavia & A. Fleischm. (EN)
- Genlisea uncinata P. Taylor & Fromm (EN)
- Utricularia rostrata A. Fleischm. & Rivadavia (EN)
- Utricularia parthenopipes P. Taylor (EN)
- Utricularia blanchetii A.DC. (EN)

## Linderniaceae
- Cubitanthus alatus (Cham. & Schltdl.) Barringer (VU)

## Loasaceae
- Aosa gilgiana (Urb.) Weigend (VU)

## Loganiaceae
- Strychnos setosa Krukoff & Barneby (CR)
- Spigelia cremnophila Zappi & E.Lucas (EN)
- Spigelia kuhlmannii E.F.Guim. & Fontella (EN)
- Strychnos alvimiana Krukoff & Barneby (VU)
- Spigelia flava Zappi & Harley (VU)

## Loranthaceae
- Phthirusa macrophylla (Kuijt) Kuijt (EN)
- Ligaria teretiflora (Rizzini) Kuijt (EN)
- Psittacanthus salvadorensis Kuijt (VU)

## Lythraceae
- Diplusodon argyrophyllus T.B.Cavalc. (CR)
- Cuphea bahiensis (Lour.) T.B.Cavalc. & S.A.Graham (EN)
- Diplusodon bahiensis T.B.Cavalc. (VU)

## Malpighiaceae
- Peixotoa bahiana C.E. Anderson (CR)
- Heteropterys sanctorum W.R.Anderson (CR)
- Heteropterys conformis W.R.Anderson (CR)
- Stigmaphyllon hispidum C.E.Anderson (CR)
- Peixotoa megalantha C.E.Anderson (CR)
- Bunchosia itacarensis W.R.Anderson (CR)
- Diplopterys bahiana W.R.Anderson & C.C.Davis (CR)
- Heteropterys andersonii Amorim (CR)
- Heteropterys aliciae W.R.Anderson (CR)
- Heteropterys bullata Amorim (EN)
- Heteropterys jardimii Amorim (EN)
- Peixotoa sericea C.E.Anderson (EN)
- Stigmaphyllon caatingicola R.F. Almeida & Amorim (EN)
- Stigmaphyllon harleyi W.R.Anderson (EN)
- Amorimia candidae R.F.Almeida (EN)
- Janusia christianeae W.R.Anderson (EN)
- Mcvaughia bahiana W.R. Anderson (EN)
- Banisteriopsis quadriglandula B.Gates (EN)
- Peixotoa adenopoda C.E.Anderson (EN)
- Diplopterys carvalhoi W.R.Anderson & C.C.Davis (EN)
- Camarea elongata Mamede (VU)

## Malvaceae
- Sida itaparicana Krapov. (CR)
- Sida meloana Krapov. (CR)
- Pseudobombax calcicola Carv.-Sobr. & L.P.Queiroz (CR)
- Ayenia noblickii Cristóbal (CR)
- Helicteres biflexa Cristóbal (CR)
- Helicteres pintonis Cristóbal (CR)
- Helicteres rufipila Cristóbal (CR)
- Melochia illicioides K.Schum. (CR)
- Pachira moreirae Carv.-Sobr. & W.S.Alverson (CR)
- Pavonia cauliflora (Nees) Fryxell ex G.L.Esteves (CR)
- Pavonia ciliata G.L.Esteves & Krapov. (CR)
- Pavonia cracens Fryxell & G.L.Esteves (CR)
- Pavonia crispa Krapov. (CR)
- Pavonia gerleniae Gonçalez & M.C. Duarte (CR)
- Pavonia goetheoides (Hassl.) Fryxell ex G. L. Esteves (CR)
- Pavonia latibracteolata Krapov. (CR)
- Pavonia macrobracteolata Gonçalez & M.C Duarte (CR)
- Pavonia ovaliphylla G.L.Esteves & Krapov. (CR)
- Pavonia palmeirensis Krapov. (CR)
- Pavonia paucidentata Fryxell (CR)
- Pavonia pilifera Krapov. (CR)
- Pavonia rubriphylla G.L. Esteves (CR)
- Pavonia sancti Krapov. (CR)
- Pavonia spectabilis Krapov. (CR)
- Pseudabutilon pintoi Mont. (CR)
- Gaya xiquexiquensis C.Takeuchi & G.L.Esteves (CR)
- Rayleya bahiensis Cristóbal (CR)
- Pavonia semiserrata (Schrad.) Steud. (CR)
- Byttneria cristobaliana Dorr (EN)
- Pavonia almasana Ulbr. (EN)
- Pavonia spiciformis Krapov. (EN)
- Ayenia hirta A.St.-Hil. ex Naudin (EN)
- Eriotheca bahiensis M.C.Duarte & G.L. Esteves (EN)
- Hibiscus peterianus Gürke (EN)
- Pavonia longipedunculata Gürke (EN)
- Pavonia morii Krapov. (EN)
- Pavonia stipularis Krapov. (EN)
- Pavonia strictiflora (Hook.f.) G.L. Esteves (EN)
- Spirotheca elegans Carv.-Sobr., M.Machado & L.P.Queiroz (EN)
- Eriotheca dolichopoda A.Robyns (EN)
- Gaya dentata Krapov. (EN)
- Gaya monosperma (K.Schum.) Krapov. (EN)
- Pavonia luetzelburgii Ulbr. (VU)

## Marantaceae
- Goeppertia brevipes (Korn.)Borchs & S.Suárez. (CR)
- Goeppertia fasciata (Regel & Körn) Borchs. & Suárez (CR)
- Maranta tuberculata L.Andersson (CR)
- Stromanthe bahiensis Yosh.-Arns, Mayo & J.M.A. Braga (CR)
- Goeppertia rufibarba (Fenzl) Borchs. & S.Suárez (VU)
- Goeppertia orbifolia (Linden) Borchs. & S.Suárez (VU)

## Melastomataceae
- Microlicia subalata Wurdack (CR)
- Rupestrea carvalhoana (Baumgratz & Souza) Almeda, Michelang. & R.Goldenb. (CR)
- Marcetia alba Ule (CR)
- Lavoisiera harleyi Wurdack (EN)
- Microlicia mucugensis (Wurdack) Almeda & A.B.Martins (EN)
- Microlicia subaequalis Wurdack (EN)
- Microlicia oligochaeta Wurdack (EN)
- Microlicia noblickii (Wurdack) A.B.Martins & Almeda (EN)
- Pterolepis rotundifolia Wurdack (EN)
- Bertolonia alternifolia Baumgratz, Amorim & A.B. Jardim (EN)
- Cambessedesia hermogenesii A.B.Martins (EN)
- Cambessedesia rupestris A.B.Martins (EN)
- Huberia carvalhoi Baumgratz (EN)
- Marcetia grandiflora Markgr. (EN)
- Marcetia shepherdii A.B.Martins (EN)
- Microlicia catolensis Woodgyer & Zappi (EN)
- Microlicia harleyi Wurdack (EN)
- Microlicia leucopetala Wurdack (EN)
- Microlicia morii Wurdack (EN)
- Tibouchina luetzelburgii Markgr. (EN)
- Tibouchina subglabra Wurdack (EN)
- Cambessedesia gracilis Wurdack (EN)
- Marcetia luetzelburgii Markgr. (EN)
- Marcetia lychnophoroides A.B.Martins (EN)
- Marcetia nummularia Markgr. (EN)
- Marcetia oxycoccoides Wurdack & A.B.Martins (EN)
- Miconia johnwurdackiana Baumgratz & Souza (EN)
- Physeterostemon jardimii R.Goldenb. & Amorim (EN)
- Microlicia pinheiroi Wurdack (EN)
- Marcetia bahiana (Ule) A.B.Martins (EN)
- Marcetia formosa Wurdack (EN)
- Microlicia balsamifera (DC.) Mart. (VU)
- Microlicia petasensis Wurdack (VU)
- Microlicia sincorensis (DC.) Mart. (VU)
- Bertolonia bullata Baumgratz, Amorim & A.B. Jardim (VU)
- Cambessedesia wurdackii A.B.Martins (VU)
- Marcetia candolleana A.K.A.Santos A.B.Martins (VU)
- Marcetia nervulosa Markgr. (VU)
- Marcetia sincorensis Wurdack (VU)
- Microlicia amblysepala Ule (VU)
- Microlicia aurea Wurdack (VU)
- Microlicia blanchetiana (Naudin) Cogn. (VU)
- Microlicia flavovirens Woodgyer & Zappi (VU)
- Microlicia sulfurea Hoehne (VU)
- Ossaea consimilis D´El Rei Souza (VU)
- Ossaea sulbahiensis D´El Rei Souza (VU)
- Physeterostemon fiaschii R.Goldenb. & Amorim (VU)
- Tibouchina carvalhoi Wurdack (VU)
- Tibouchina taperoensis Wurdack (VU)
- Marcetia eimeariana A.B.Martins & Woodgyer (VU)
- Marcetia viscida Wurdack (VU)
- Microlicia plumosa Woodgyer & Zappi (VU)
- Tibouchina tomentulosa Wurdack (VU)

## Meliaceae
- Trichilia florbranca T.D.Penn. (CR)

## Menispermaceae
- Curarea crassa Barneby (VU)
- Sciadotenia campestris Barneby (VU)

## Moraceae
- Dorstenia contensis Carauta & C.C.Berg (VU)

## Myrtaceae
- Marlierea lealcostae G.M.Barroso & Peixoto (CR)
- Myrcia serrana B.S.Amorim (CR)
- Plinia longiacuminata Sobral (CR)
- Myrcia mucugensis Sobral (CR)
- Plinia callosa Sobral (EN)
- Eugenia itacarensis Mattos (EN)
- Plinia muricata Sobral (EN)
- Plinia rara Sobral (EN)
- Eugenia azuruensis O.Berg (EN)
- Campomanesia costata M. Ibrahim & Landrum (EN)
- Eugenia indistincta Sobral & Stadnik (EN)
- Eugenia longifolia DC. (EN)
- Eugenia fissurata Mattos (EN)
- Myrcia carvalhoi NicLugh. (EN)
- Myrcia cataphyllata M.F. Santos (EN)
- Myrcia felisbertii (DC.) O.Berg (EN)
- Eugenia lacistema Sobral (EN)
- Eugenia laxa DC. (EN)
- Myrcia calyptranthoides (O.Berg) Mattos (EN)
- Myrcia gigantea (O.Berg) Nied. (EN)
- Myrcia pseudomarlierea Sobral (EN)
- Myrcia pseudospectabilis Sobral (EN)
- Myrcia pseudovenulosa Stadnik & Sobral (EN)
- Myrcia ramiflora Sobral, Rigueira & E.Lucas (EN)
- Myrcia teimosa Sobral (EN)
- Myrcia thomasii B.S.Amorim & A.R.Lourenço (EN)
- Mycia trimera E.Lucas & Sobral (EN)
- Myrcia stigmatosaO.Berg (EN)
- Myrcia tetraphylla Sobral (EN)
- Myrcia pendula Sobral (EN)
- Myrcia abrantea (O.Berg) E.Lucas & Sobral (EN)
- Myrcia almasensis NicLugh. (EN)
- Plinia spiciflora (Nees & Mart.) Sobral (EN)
- Myrcia grazielae NicLugh. (VU)
- Eugenia viscacea Sobral (VU)
- Eugenia rosea DC. (VU)
- Marlierea verticillaris O.Berg (VU)
- Myrcia tetraloba D.F.Lima & E.Lucas (VU)
- Myrcia spathulifolia Proença (VU)
- Psidium ganevii Landrum & Funch (VU)
- Myrcia lughadhae B.S.Amorim (VU)

## Ochnaceae
- Sauvagesia paniculata D.B.O.S.Cardoso & A.A.Conc. (CR)
- Luxemburgia diciliata Dwyer (EN)
- Sauvagesia insignis (Ule) Sastre (EN)
- Ouratea longipes Sastre (EN)
- Ouratea platicaulis Sastre (EN)
- Ouratea rotundifolia (Gardner) Engl. (EN)

## Orchidaceae
- Bifrenaria silvana V.P.Castro (CR)
- Gomesa gutfreundiana (Chiron & V.P.Castro) M.W.Chase & N.H.Williams (CR)
- Adamantinia miltonioides van den Berg & C.N.Gonç. (CR)
- Cattleya tenuis Campacci & Vedovello (EN)
- Veyretia sincorensis (Schltr.) Szlach. (EN)
- Bulbophyllum teimosense E.C.Smidt & Borba (EN)
- Cattleya kerrii Brieger & Bicalho (EN)
- Koellensteinia spiralis Gomes-Ferreira & L.C.Menezes (EN)
- Brassavola reginae Pabst (VU)
- Cattleya grandis (Lindl. & Paxton) A.A.Chadwick (VU)
- Cattleya sincorana (Schltr.) Van den Berg (VU)
- Encyclia unaensis Fowlie (VU)
- Epidendrum garciae Pabst (VU)
- Gomesa sincorana (Campacci & Cath.) M.W.Chase & N.H.Williams (VU)
- Cattleya aclandiae Lindl. (VU)
- Cyclopogon eldorado (Linden & Rchb.f.) Schltr. (VU)

## Oxalidaceae
- Oxalis bela-vitoriae Lourteig (CR)
- Oxalis alvimii Lourteig (EN)

## Passifloraceae
- Passiflora timboënsis T.S.Nunes & L.P.Queiroz (CR)
- Passiflora mucugeana T.S.Nunes & L.P.Queiroz (EN)
- Passiflora igrapiunensis T.S.Nunes & L.P.Queiroz (VU)s  (EN)

## Phyllanthaceae
- Phyllanthus gongyloides Cordeiro & Carn.-Torres (EN)

## Phytolaccaceae
- Microtea bahiensis Marchior. & J.C.Siqueira (EN)

## Picramniaceae
- Picramnia coccinea W.W.Thomas (EN)

## Piperaceae
- Piper bahianum Yunck. (EN)

## Plantaginaceae
- Philcoxia bahiensis V.C.Souza & Harley (CR)
- Philcoxia tuberosa M.L.S.Carvalho & L.P.Queiroz (CR)
- Angelonia verticillata Philcox (EN)
- Angelonia procumbens (Schrad.) Nees & Mart. (EN)
- Angelonia blanchetii Benth. (EN)
- Stemodia harleyi B.L.Turner (VU)

## Poaceae
- Raddia angustifolia Soderstr. & Zuloaga (CR)
- Olyra bahiensis R.P. Oliveira & Longhi-Wagner (CR)
- Eremitis robusta Hollowell & Soderstr. ex F.M. Ferreira & R.P. Oliveira (CR)
- Parianella carvalhoi (R.P. Oliveira & Longhi-Wagner) F.M. Ferreira & R. (CR)
- Ichnanthus longhi-wagnerae A.C. Mota & R.P. Oliveira (CR)
- Piresia palmula M.L.S. Carvalho & R.P. Oliveira (CR)
- Chusquea clemirae A.C. Mota, R.P. Oliveira & L.G. Clark (CR)
- Olyra latispicula Soderstr. & Zuloaga (CR)
- Anomochloa marantoidea Brongn. (EN)
- Ichnanthus robustus (Renvoize) R.P. Oliveira, A.C. Mota & C. Silva (no prelo) (EN)
- Apochloa animara (Renvoize) Zuloaga & Morrone (EN)
- Dichanthelium cabrerae (Zuloaga & Morrone) Zuloaga (EN)
- Arberella bahiensis C.E. Calderón & Soderstr. (EN)
- Diandrolyra pygmaea Soderstr. & Zuloaga ex R.P. Oliveira & Clark (EN)
- Eremitis parviflora (Trin.) C.E. Calderón & Sodestr. (EN)
- Alvimia auriculata Soderstr. & Londoño (EN)
- Alvimia lancifolia Soderstr. & Londoño (EN)
- Eremocaulon asymmetricum (Soderstr. & Londoño) Londoño (EN)
- Renvoizea marauensis (Renvoize & Zuloaga) Zuloaga & Morrone (EN)
- Renvoizea restingae (Renvoize & Zuloaga) Zuloaga & Morrone (EN)
- Renvoizea sacciolepoides (Renvoize & Zuloaga) Zuloaga & Morrone (EN)
- Trichanthecium noterophilum (Renvoize) Zuloaga & Morrone (EN)
- Apochloa bahiensis (Renvoize) Zuloaga & Morrone (EN)
- Dichanthelium adenorhachis (Zuloaga & Morrone) Zuloaga (EN)
- Olyra filiformis Trin. (EN)
- Parianella lanceolata (Trin.) Hollowell, F.M. Ferreira & R.P. Oliveira (EN)
- Parodiolyra ramosissima (Trin.) Soderstr. & Zuloaga (EN)
- Sucrea monophylla Soderstr. (EN)
- Raddia stolonifera R.P. Oliveira & Longhi-Wagner (EN)
- Chusquea mirabilis A.C. Mota, R.P. Oliveira & L.G. Clark (EN)
- Raddia distichophylla (Schrad. ex Nees) Chase (EN)
- Atractantha cardinalis Judziewicz (VU)
- Dichanthelium cumbucana (Renvoize) Zuloaga (VU)
- Dichanthelium stipiflorum (Renvoize) Zuloaga (VU)
- Alvimia gracilis Soderstr. & Londoño (VU)
- Atractantha falcata McClure (VU)

## Polygalaceae
- Polygala chamaecyparis Chodat (EN)
- Polygala trifurcata Chodat (EN)
- Securidaca revoluta (A.W.Benn.) Marques (VU)

## Proteaceae
- Euplassa bahiensis (Meisn.) I.M.Johnst. (VU)

## Rubiaceae
- Guettarda paludosa Müll.Arg. (CR)
- Standleya glomerulata J.G.Jardim & C.B.Costa (EN)
- Mitracarpus anthospermoides K.Schum. (EN)
- Pagamea harleyi Steyerm. (VU)
- Salzmannia arborea J.G. Jardim (VU)
- Coccocypselum bahiense C.B.Costa (VU)
- Faramea bicolor J.G.Jardim & Zappi (VU)
- Hindsia sessilifolia Di Maio (VU)
- Staelia catechosperma K.Schum. (VU)
- Mitracarpus rigidifolius Standl. (VU)
- Staelia glandulosa R.M. Salas & E.L. Cabral (VU)

## Rutaceae
- Almeidea coerulea (Nees & Mart.) A.St.-Hil. (EN)
- Andreadoxa flava Kallunki (CR)
- Conchocarpus concinnus Kallunki (EN)
- Conchocarpus dasyanthus Kallunki (VU)
- Conchocarpus hamadryadicus Pirani & Kallunki (VU)
- Conchocarpus punctatus Kallunki (VU)
- Conchocarpus racemosus (Nees & Mart.) Kallunki & Pirani (VU)
- Conchocarpus santosii Pirani & Kallunki (VU)
- Neoraputia calliantha Kallunki (EN)

## Santalaceae
- Acanthosyris paulo-alvinii G.M. Barroso (VU)

## Sapindaceae
- Cardiospermum bahianum Ferrucci & Urdampilleta (VU)
- Serjania bahiana Ferrucci (VU)
- Serjania magnistipulata Acev.-Rodr. (VU)

## Sapotaceae
- Pradosia longipedicellata Alves-Araújo &M.Alves (EN)
- Pouteria confusa Alves-Araújo & M. Alves (EN)
- Manilkara decrescens T.D.Penn. (VU)
- Manilkara multifida T.D.Penn. (VU)

## Solanaceae
- Solanum evolvuloides Giacomin & Stehmann (EN)
- Schwenckia hyssopifolia Benth. (EN)
- Solanum santosii S.Knapp (VU)

## Symplocos
- Symplocos rhamnifolia A.DC. (EN)

## Turneraceae
- Piriqueta flammea (Suess.) Arbo (CR)
- Piriqueta crenata L. Rocha, I.M. Souza & Arbo (CR)
- Turnera stenophylla Urb. (CR)
- Piriqueta abairana Arbo (EN)
- Turnera involucrata Arbo (EN)
- Turnera maracasana Arbo (EN)
- Turnera marmorata Urb. (EN)
- Piriqueta douradinha Arbo (EN)
- Piriqueta nanuzae Arbo (EN)
- Turnera albicans Urb. (EN)
- Turnera caatingana Arbo (EN)
- Turnera uleana Urb. (EN)
- Piriqueta asperifolia Arbo (VU)
- Piriqueta assuruensis Urb. (VU)
- Turnera harleyi Arbo (VU)

## Velloziaceae
- Vellozia canelinha Mello-Silva (CR)
- Barbacenia regis L.B.Sm. (EN)
- Barbacenia contasana L.B.Sm. & Ayensu (EN)
- Vellozia religiosa Mello-Silva & D.Sasaki (EN)
- Vellozia furcata L.B.Sm. & Ayensu (VU)
- Vellozia jolyi L.B.Sm. (VU)
- Vellozia caudata Mello-Silva (VU)

## Verbenaceae
- Stachytarpheta almasensis Mansf. (EN)
- Stachytarpheta froesii Moldenke (EN)
- Lippia morii Moldenke (EN)
- Lippia bromleyana Moldenke (EN)
- Stachytarpheta lychnitis Mart. (VU)
- Stachytarpheta radlkoferiana Mansf. (VU)
- Lippia alnifolia Mart. & Schauer (VU)
- Stachytarpheta arenaria S.Atkins (VU)
- Stachytarpheta ganevii S.Atkins (VU)
- Stachytarpheta guedesii S.Atkins (VU)
- Stachytarpheta tuberculata S.Atkins (VU)
- Lippia insignis Moldenke (VU)
- Lippia magentea T.Silva (VU)
- Stachytarpheta glandulosa S.Atkins (VU)

## Violaceae
- Anchietea ferrucciae Paula-Souza & Zmarzty (EN)

## Vochysiaceae
- Qualea hannekesaskiarum Marc.-Berti (VU)

## Xyridaceae
- Xyris fibrosa Kral & Wand.  (CR)
- Xyris picea Kral & Wand.  (EN)
- Xyris morii Kral & L.B.Sm.  (EN)
- Xyris mertensiana Körn. ex Malme (EN)
- Xyris phaeocephala Kral & Wand.  (EN)
- Xyris amorimii Kral (VU)
- Xyris glochidiata Kral & L.B.Sm.  (VU)
- Xyris rubromarginata Kral & L.B.Sm. (VU)
- Xyris lagoinhae Kral & L.B.Sm. (VU)
- Xyris membranibracteata Kral & L.B.Sm.  (VU)